# Trollkarlen vid Nilen

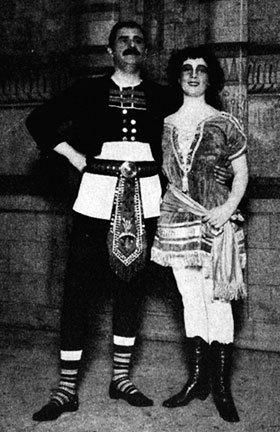
Anton Salmson som Kibatschi och Anna Edström som Fritz i föreställningen 1909

Trollkarlen vid Nilen (engelska: The Wizard of the Nile) är en amerikansk operett i tre akter komponerad 1869 av Victor Herbert till ett libretto av Harry B. Smith. Den översattes till svenska av Nalle Halldén

## Historia
Det är Herberts andra operett och hans första verkliga framgång. Efter urpremiären den 4 november 1895 gick den ytterligare 104 gånger på Casino Theatre på Broadway i New York, med Frank Daniels i huvudrollen. Den sattes upp i både i Storbritannien och på den europieiska kontinenten – något mycket ovanligt för en amerikansk operett vid den här tiden. Inget annat verk av Herbert fick sådan framgång som Trollkarlen vid Nilen.  

## Operetten i Sverige
Operetten hade svensk urpremiär på Östermalmsteatern 1900 och teaterdirektör Anton Salmson spelade själv huvudrollen som trollkarlen Kibatschi iklädd trikåer och en liten toppig clownhatt och sjungande Eulalia, Eulalia, va' kvinnor som du ä' fa'lia. Kungadottern Cleopatra spelades av Gabriella Bidenkap.  Anton Salmson satte upp Trollkarlen också 1908 och 1909.